# Barberier
 Barberier  là một xã ở tỉnh Allier thuộc miền trung nước Pháp.